# Universidade da Geórgia
A Universidade de Geórgia (UGA) localiza-se em Athens, no estado norte-americano da Geórgia. 
Maior instituição de ensino superior e pesquisa do estado, também foi a primeira, fundada em 1785, e hoje em dia tem um total de aproximadamente 35 mil estudantes. Faz parte do Sistema de Universidades da Geórgia, que administra cerca de trinta e cinco faculdades e universidades diferentes.